# Xã Roulette, Quận Potter, Pennsylvania
Xã Roulette (tiếng Anh: Roulette Township) là một xã thuộc quận Potter, tiểu bang Pennsylvania, Hoa Kỳ. Năm 2010, dân số của xã này là 1.197 người.